# Harald Schwartz
Harald Schwartz (* 31. Januar 1969 in Kötzting) ist ein deutscher Rechtsanwalt und Politiker (CSU).

## Leben

### Studium und Beruf
Nach dem Abitur in Nabburg studierte Schwartz bis 1995 Wirtschaftswissenschaften (Schwerpunkt: Finanzen und Steuern) und Rechtswissenschaften (Schwerpunkt: Öffentliches Wirtschaftsrecht) an der Universität Bayreuth, wofür er ein Stipendium der Hochbegabtenförderung erhielt.
Während seines Referendariats am Landgericht Regensburg (1995 bis 1998) promovierte Schwartz in Bayreuth. Die Promotion wurde durch ein Stipendium aus Mitteln des Bundesministeriums für Bildung und Wissenschaft, Forschung und Technologie – vermittelt durch die Hanns-Seidel-Stiftung – gefördert. Thema der Arbeit: Internationales Privatrecht der Haftung für Vermögensschäden Rechtsvergleich: Deutschland, Österreich, Schweiz, England und Frankreich (Veröffentlichung: 2., korrigierte Auflage 2000 im Herbert Utz Verlag Wissenschaft).
Schwartz ist Fachanwalt für Insolvenzrecht und Fachanwalt für Steuerrecht und war Vertreter im sechsköpfigen Fachprüfungsausschuss Bank- und Kapitalmarktrecht und Mitglied im Arbeitskreis Restrukturierung, Sanierung, Insolvenz e. V.

### Abgeordneter
Bei der Landtagswahl 2013 gewann er das Direktmandat im Stimmkreis Amberg-Sulzbach, das er bei der Landtagswahl 2018 und der Landtagswahl 2023 verteidigte. In der 17. Wahlperiode war Schwartz Mitglied des Ausschusses für Eingaben und Beschwerden sowie des Ausschusses für Wirtschaft und Medien, Infrastruktur, Bau und Verkehr, Energie und Technologie. Seit April 2018 ist Schwartz Vorsitzender des Arbeitskreises Eingaben und Beschwerden der CSU-Landtagsfraktion und war von April bis November 2018 Vorsitzender des Ausschusses für Eingaben und Beschwerden (Petitionsausschuss) im Bayerischen Landtag. Harald Schwartz ist seit April 2018 Mitglied im Vorstand der CSU-Landtagsfraktion.

### Lehrtätigkeit
Seit dem Jahr 2000 ist er Dozent an der Bayerischen Sparkassenakademie (Themen: Krise und Insolvenz), seit 2006 Dozent an der Akademie der Bayerischen Genossenschaften (Thema: Ablauf Insolvenzverfahren) und von 2011 bis 2018 war er Dozent an der Universität Augsburg zum Thema Grundlagenseminar Insolvenzrecht.

### Sonstiges
Seit 2022 ist er einer von zwei Vorständen der Julitta-und-Richard-Müller-Stiftung. Im April 2025 wurde er zum stellvertretenden Kreisvorsitzenden des Bayerischen Roten Kreuzes Amberg-Sulzbach gewählt.